# Portas de São Bento
As Portas de São Bento estavam localizadas a SSO nas muralhas da Cidade Alta de Salvador, altura da atual Praça Castro Alves, no litoral do estado brasileiro da Bahia.

## História
Trata-se de uma das portas de acesso à primeira capital do Estado do Brasil, também referida como Trincheiras de São Bento. Citadas por SOUZA (1885), integravam a linha de fortificações erguidas na segunda metade do século XVI, para defesa da cidadela de Salvador. Desmoronaram em 1732, durante o governo do Vice-rei e Capitão General de Mar-e-Terra do Estado do Brasil, D. Vasco Fernandes César de Meneses (1720-1735) (op. cit., p. 97). GARRIDO (1940) denomina-as como Redutos de São Bento (op. cit., p. 87).
BARRETTO (1958) denomina-as como Castelo das Portas de São Bento. Inicialmente em faxina e terra, essa defesa complementar foi reconstruída em alvenaria à época do Governo Geral de Diogo Lourenço da Veiga (1578-1581). Constituía-se como um hornaveque composto por dois meio-baluartes, compreendendo dependências para o Corpo da Guarda, terrapleno, muralhas e fosso. Estava guarnecido (acredita-se que em meados do século XVIII) por um Tenente, dois Sargentos, 20 soldados e um Tambor, e artilhado por nove peças de bronze (uma de calibre 20 libras, duas de 16, quatro de 12 e duas de 10). O mesmo autor atribui a demolição da estrutura ao governo do Vice-rei D. Fernando José de Portugal e Castro (1801-1806) (op. cit., p. 184).
No contexto da segunda das Invasões holandesas do Brasil (1630-1654), a partir de 1627, na iminência da ofensiva de abril-maio de 1638 do Conde Maurício de Nassau (1604-1679), diante delas e para complemento da sua defesa, foram erguidos os entrincheiramentos ou trincheiras de São Pedro, embrião do Forte de São Pedro.